# Tinsulanon Stadium
Das Tinsulanon Stadium (Thai: สนามกีฬาติณสูลานนท์) ist ein Multifunktionsstadion in der thailändischen Stadt Songkhla, Thailand. Wie die meisten Stadien in Thailand hat es eine Tartanbahn. Es verfügt über Flutlicht und hat einen Naturrasen. Es genügt internationalen Standards. So wurde in dem Stadion das Spiel um Platz drei der Asienspiele 1998 ausgetragen. Zwei Jahre später wurden die Spiele der Gruppe B der ASEAN-Fußballmeisterschaft in dem Stadion ausgetragen. Heute dient das Stadion vor allem als Heimspielstätte des FC Songkhla.
Das Stadion ist nach dem Politiker und General Prem Tinsulanonda (1920–2019) benannt, der in Songkhla geboren wurde.